# Departamento de Transporte de Delaware
El Departamento de Transporte de Delaware (en inglés: Delaware Department of Transportation, DelDOT) es la agencia estatal gubernamental encargada en la construcción y mantenimiento de toda la infraestructura ferroviaria, carreteras estatales; así como sus federales, locales e interestatales, y transporte aéreo del estado de Delaware. La sede de la agencia se encuentra ubicada en Dover, Delaware y su actual director es Shailen Bhatt.